# Водосховища Рівненської області
Водосховища Рівненської області — водосховища, які розташовані на території Рівненської області (в адміністративних районах і басейнах річок).
На території Рівненської області налічується — 12 водосховищ, загальною площею понад — 2925 га, з повним об'ємом — 47,8 млн м³.

## Загальна характеристика
Територія Рівненської області становить 20,о5 тис. км² (3,3 % площі України).
Територія області розміщена у межах басейну Дніпра, зокрема його правої притоки — Прип'яті.
Гідрографічна мережа Рівненської області включає фрагмент великої річки Прип'ять, яка протікає на незначному відрізку (довжиною 20 км) на північно-західний околиці області, а також її праві притоки — середні річки Стир з Іквою, Горинь зі Случчю , Ствига і Льва.
В області функціонує 12 водосховищ з повним об'ємом 47,8 млн м³, серед яких одне має об'єм понад 10 млн м³ (Хрінницьке водосховище на р. Стир, що використовується з метою забезпечення роботи вбудованої у тіло греблі Хрінницької ГЕС — потужність 960 кВт, а також для рекреації та рибогосподарських потреб). В Рівненській області Хрінницьке водосховище є найбільшим штучно створеним водним об'єктом, і з самого початку свого існування є одним з основних рибопромислових об'єктів. Крім Хрінницької, в області працює ще одна мала ГЕС — Млинівська ГЕС (на р.Іква), потужністю 360 кВт.
З загальної кількості водосховищ області: 7 — руслові, 5 — наливні. Цільове призначення водосховищ — найбільше для зволоження земель, а також для риборозведення та культурно-побутового водокористування.

## Наявність водосховищ (вдсх) у межах адміністративно-територіальних районів та міст обласного підпорядкування Рівненської області[1]
| Район, місто    | Кількість вдсх, шт. | Площа вдсх, га | Об'єм вдсх — повний, млн м³ | Об'єм вдсх — корисний, млн м³ | В оренді, шт. | В оренді, га |
| --------------- | ------------------- | -------------- | --------------------------- | ----------------------------- | ------------- | ------------ |
| Березнівський   | 1                   | 124            | 2,9                         | 2,6                           | -**           | -            |
| Володимирецький | -*                  | -              | -                           | -                             | -             | -            |
| Гощанський      | -                   | -              | -                           | -                             | -             | -            |
| Демидівський    | 1                   | 1626           | 22,2                        | 20,4                          | -             | -            |
| Дубенський      | -                   | -              | -                           | -                             | -             | -            |
| Дубровицький    | -                   | -              | -                           | -                             | -             | -            |
| Зарічненський   | 1                   | 53             | 1,1                         | 0,5                           | -             | -            |
| Здолбунівський  | -                   | -              | -                           | -                             | -             | -            |
| Корецький       | 1                   | 57             | 1,2                         | 0,6                           | 1             | 57           |
| Костопільський  | 1                   | 98             | 1,7                         | 0,9                           | -             | -            |
| Млинівський     | 1                   | 324            | 5,6                         | 2,1                           | -             | -            |
| Острозький      | 1                   | 181            | 3,5                         | 1,9                           | 1             | 181          |
| Радивилівський  | -                   | -              | -                           | -                             | -             | -            |
| Рівненський     | 1                   | 82             | 1,5                         | 1,5                           | 1             | 82           |
| Рокитнівський   | 2                   | 226            | 4,7                         | 4,6                           | 1             | 60           |
| Сарненський     | 1                   | 64             | 1,6                         | 1,3                           | -             | -            |
| м. Рівне        | 1                   | 90             | 1,8                         | 1,8                           | -             | -            |
| Разом           | 12                  | 2925           | 47,8                        | 38,2                          | 4             | 380          |

Примітки: -* — немає водосховищ на території району;
-* — немає водосховищ, переданих в оренду.
З 12 водосховищ області — 4 (33 %) використовуються на умовах оренди, 58 % — на балансі водогосподарських організацій.

## Наявність водосховищ (вдсх) у межах основнихрайонів річкових басейнівна території Рівненської області[1]
| Район річкового басейну | Кількість вдсх, шт. | Площа вдсх, га | Об'єм вдсх — повний, млн м³ | Об'єм вдсх — корисний, млн м³ | В оренді, шт. | В оренді, га |
| ----------------------- | ------------------- | -------------- | --------------------------- | ----------------------------- | ------------- | ------------ |
| Дніпра, у тому числі    | 12                  | 2925           | 47,8                        | 38,2                          | 4             | 380          |
| р. Прип'ять             | 12                  | 2925           | 47,8                        | 38,2                          | 4             | 380          |
| Разом                   | 12                  | 2925           | 47,8                        | 38,2                          | 4             | 380          |

В межах району річкового басейну Дніпра (в басейні його правої притоки р. Прип'ять розташовано 100 % водосховищ Рівненської області.

## Наявність водосховищ (вдсх) об'ємом понад 10млн м³ на території Рівненської області[1]
| Назва водосховища, річки (басейну)                 | Місцезнаходження вдсх (населений пункт, район) | Площа вдсх, га | Об'єм вдсх — повний, млн м³ | Об'єм вдсх — корисний, млн м³ |
| -------------------------------------------------- | ---------------------------------------------- | -------------- | --------------------------- | ----------------------------- |
| Хрінницьке вдсх, р. Стир (р. Прип'ять, р. Дніпро)* | с. Хрінники, Дубенський                        | 1626           | 22,2                        | 20,4                          |

Примітка: * — у дужках наведено послідовність впадіння річки, на якій розташовано водосховище, у головну річку.